# 박수량
박수량(朴守良, 1491년 ~ 1554년)은 조선 중기의 문신이다. 형조판서 · 한성부 판윤 · 의정부 우참찬을 지내고, 청백리로 세상에 모범이 되었다.

## 생애
박수량의 본관은 태인(泰仁)이고, 자는 군수(君遂)이며, 시호는 정혜공(貞惠公)이다. 1491년 (성종 22) 전라도 장성현 소곡(현. 장성군 황룡면 아곡리 하남)에서 아버지 박종원과 어머니 이씨 사이에서 둘째로 태어났다. 증조할아버지는 대호군 박문아(朴文雅)로 좌승지에 증직되고, 할아버지는 선략장군 박현손(朴賢孫)으로 병조참판에 증직되었다.
어릴 적에 고을 선생 김개(金漑)에게 수학하였다. 1513년(중종 8) 진사시에 합격하고 이듬해 1514년(중종 9) 별시 문과 을과에 급제하여 성균관에 들어가 경기도  광주향교(廣州鄕校) 훈도에 취임하였다.
1515년(중종 10) 승문원 부정자에 임명되고, 이후 전적 예조좌랑·사간원정언·충청도사 등을 거쳐, 1522년 사헌부지평·병조정랑으로 옮겼다가, 승문원부정자를 거쳐 지평·헌납·장령·사간을 역임했다.
1525년(중종 20) 늙은 부모 봉양을 위해 지방 외직을 청하여 고부군수로 나갔으며, 이후 3년이 되어 부친 상을 당하여 복제를 마치고, 헌납에 제수되었고 장령, 봉상시 첨정, 사간, 사도, 부정을 역임하였다.
1531년(중종 26) 사성으로 있다가 어머니 봉양을 위해 또 사직하고 돌아가 보성 군수로 나갔다가 1년이 넘어 사예로 돌아와 또 사성 및 내섬시정 군기시정이 되었다.
1534년~1535년 함경도 경차관이 되어, 안원보권관 전주남이 야인들에게 결박 당하여 소와 말을 주고 풀려난 사실을 알고도 보고하지 않아 투옥되었다 풀려났다.
1536년(중종 31) 판교승문원 겸 춘추관편수관로서 특별히 통정대부 병조참지에 승진되었으며, 승정원 동부승지 겸 경연참찬관, 춘추수찬을 지내고 좌승지로 옮겼다. 이어 가선대부 호조참판에 임명되었다. 같은 해 부모 봉양의 귀양을 청하여 나주목사에 제수되고, 의항공사 찰리사를 겸했다. 승정원 동부승지에 제수되었다.
1537년(중종 32) 함경도 관찰사로 나가 세 번 병환을 이유로 사직한 끝에 군직으로 개정하였다가 얼마 안 되어 한성우윤, 동지중추 부사, 공조참판이 되었고, 그 뒤 또 호조참판으로 옮기었다.
1539년(중종 34) 도총부 부총관으로 있다가 다시 예조참판이 되었다가, 또 어머니 봉양 걸양을 청하여 담양부사에 제수되었다. 거기서 3년이 다 되도록 눌러앉아 어머니를 모시었다. 이때 어머니가 이질을 앓아 위독하자 몸소 약을 달이느라 수십일 간 허리띠를 풀지 않았고, 대변을 맛보아가며 약을 써서 병환이 나았다.
1542년(중종 37) 어머니 상을 당하여 예를 지켜 한 걸음도 묘려 밖을 나가지 않았고 복을 벗고서도 오히려 애절해 마지않았으며, 장형이 있음으로써 혼백을 받들고 스스로 따랐다. 그리고 삭망의 재계와 제사에는 그 정성과 공경을 다했다. 3년상을 마치자 조정의 명령이 누차 내렸으나, 편두통을 앓고 또 귀가 어두워 출사하지 아니하였다.
1544년(중종 39) 전라도 관찰사 송인수가 영광군에 순찰 나가, 기영정에서 판중추부사 송흠을 위한 잔치를 베풀면서 전라도에서 재상이 된 사람 중에, 소탈하고 담박한 사람으로는 송흠을 제일로 치고, 그 다음은 박수량을 친다고 평가하였다. 이러한 세간의 평에 힘입어 이후 그는 다시 천거되어 높은 자리에 중용되었다.
1546년(명종 1) 청백리에 녹선되었다. 특명으로 상호군에 제수되어 자헌대부 지중추부사에 올랐으니 청덕을 상한 것이었다. 그래서 한성판윤·형조판서를 지냈다.
1550년(명종 5) 의정부우참찬 겸 지경연의금춘추사 오위도총관에 제수되었다. ≪중종실록≫·≪인종실록≫의 편찬에 참여하였다.
1551년(명종 6) 전라도 관찰사를 의망하는데 높은 계급으로 민심을 진복할 만한 이를 추천하여 바로 공에게 명하여 경직을 띤 채 겸임하게 하였다. 홍섬등과 더불어 33인의 한 사람으로 청백리에 다시 녹선되었다.
1552년(명종 7) 1년 만에 조정으로 들어와 도총관을 겸하고 재차 한성부판윤에 임명되었다가 의정부우참찬으로 돌아왔고, 호조 판서로 임명되었다가 1553년(명종 8) 또다시 한성부판윤에 제수되었다.
1554년(명종 9) 1월 19일에 지중추부사로서 병이 들어 졸하니 향년 64세이다.
조정에 부음을 아뢰자 주상은 "염근(廉謹)한 사람이었는데 이제 그가 죽었으니 내 매우 슬프다. 특별히 치부(致賻)하라."고 하였다. 1월 28일 대사헌 윤춘년(尹春年)이 조강에서 "죽은 박수량은 청백한 사람으로 서울에서 벼슬할 때도 남의 집에 세들어 살았습니다. 본 집은 장성에 있는데 그의 가솔들이 상여를 모시고 내려가려 하나 그들 형편으로는 어렵습니다."라고 주청하니, 임금이 "포장하는 것이 옳다."고 윤허 하면서 "박수량의 집이 곤궁하여 상사를 치를 수도 없고 시골로 내려가는 것 역시 어렵다 하니, 일로(一路)에 관인들로써 호송케 하고 상수(喪需)를 제급하고 증직(贈職)하는 것이 좋겠다."전교하였다.
2월 병신일에 발인하여 장성 고을에 돌아와서 5월 경신(庚申)일에 호구(狐丘. 여절) 선영의 왼편 축좌 미향의 혈에 장사하였다.
박수량은 38여년 동안 벼슬하면서 직책이 경상의 지위에까지 이르렀으나, 두어 칸의 집을 마련하지 못할 정도로 청렴 결백하게 공직을 수행하다 한 섬도 못 된 곡식만 남기고 떠났다.
사람됨이 간이 후중하고 근신 조밀하여 예법을 잘 지켰으며 문장이 있으나 드러내지 아니하고, 술을 좋아했으나 강하게 억제하여 어지러운 지경에는 이르지 아니하였다. 사람과 더불어 사귀되 정도에 지나친 친절은 하지 않았으며, 시골에 있을 적에도 오직 삼가서 늘 지족(止足)으로써 경계를 삼았다. 모친 병환에 대병을 맛보는 등 효성이 지극하였다.

## 일화
- 일찍이 그의 아들이 서울에 집을 지으려 하자 꾸짖기를 「나는 본래 초야에서 나와 외람되게 성은을 입어 판서의 반열에 까지 올랐지만, 너희들이 어찌 서울에 집을 지을 수 있겠는가.」 하였으며, 집도 10여 간이 넘지 않도록 경계하였다.[3]
- 죽음에 이르러 말하기를 「시호를 주청하지 말고, 묘비도 세우지 말라」는 유언을 남겼다.[4]
- 그가 죽었을 때 집에는 저축이 조금도 없어서 처첩들이 상여를 따라 고향으로 내려갈 수가 없었으므로, 대신이 임금께 계청하여 겨우 장사를 치렀다.
- 박수량은 호남(湖南) 사람으로 초야에서 나와 좋은 벼슬을 두루 거쳤으며, 어버이를 위하여 여러 번 지방에 보직을 청하였다. 일 처리가 매우 정밀하고 자세했으며, 청백(淸白)함이 더욱 세상에 드러났다.[5]
- 박수량의 염근(廉謹)은 호남 선비의 으뜸이었다. 그는 천성으로 청렴하여 청백의 절개 한 가지는 분명히 세웠으니 세상에 모범이 될 만했다.[6]

## 가족 관계
- 고조부 : 박연생. 대호군, 돈재공, 장릉절신
- 증조부 : 박문아. 대호군, 증좌승지
- 조부 : 박현손. 선략장군, 증병조참판
  - 부 : 박종원. 증이조판서
  - 모 : 이씨. 증정부인
    - 부인 : 정부인 무송 유씨. 행부사직 유옥로의 딸
      - 장자 : 박사우. 진사, 행의금부도사, 진안현감
        - 손자 : 박상경. 창평현령
        - 손자 : 박상근. 거창현감

      - 차자 : 박사로. 풍저창봉사

## 사후
- 1554년 (명종 9) 1월 28일 대사헌 윤춘년이 경연에서 진언하기를 "죽은 박수량은 청백한 사람으로 서울에서 벼슬할 때도 남의 집에 세들어 살았는데, 본 집은 장성으로 그의 가속들이 상여를 모시고 내려가려 하나 그들 형편이 어려우니, 청백을 포장하여 사풍을 권려해야 한다."고 개진하자, 명종이 "박수량은 청근하다는 이름이 있은 지 오래되었는데, 갑자기 이 지경에 이르렀으니 내 매우 슬프다며 포장하는 것이 옳다고 하며, 박수량의 집이 곤궁하여 상사를 치를 수 없고 시골로 내려가는 것 역시 어렵다 하니, 일로에 관인들로써 호송케 하고 상수를 제급하라고 명하며 증직하는 것이 좋겠다."고 전교하였다.
- 1554년 (명종 9) 1월 28일 사관이 논하기를 "박수량의 염근은 남쪽 선비의 으뜸으로, 겉으로는 청근한 듯하나 실상 안으로는 비루한 자들은 어찌 이마와 등에 땀이 흐르지 않았겠는가."라며 위선자들에게 일침을 가하는 논사를 하였다.
- 하서 김인후가 근찬한 《묘지명》에 "공은 간이 후중하고 근신 조밀하여 예법을 잘 지켰으며, 스스로 이기는 것은 더욱 강하지만, 겸퇴하여 마치 입은 옷을 이기지 못할 듯이 하였다. 문장이 있으나 드러내지 아니하고, 사람과 더불어 사귀되 정도에 지나친 친절은 하지 않았으며, 시골에 있을 적에도 오직 삼가서 늘 지족으로써 경계를 삼았다. 또 담양부사로 있을 적에 모부인이 이질병에 걸려 중한 지경에 이르자 대변을 직접 맛보아 가며 병을 다스려 낫게 하는 등 살아 생전은 물론이요, 죽은 후에도 부모에 대한 효성이 지극하였다."고 하였다. 조정에 부음을 아뢰자 "명종은 그를 위해 이틀 동안 정무를 철폐하고 예관을 보내어 유제하였는데, 그 제문에 「속은 실상 유여하나 겉으로는 부족한 척, 집엔 남은 곡식 없으니 더욱 아름답고 애석하다.」라는 말이 있었고, 유사를 명하여 특별히 예장하게 하였으며, 또 감사에게 명을 내려 그 집을 후히 돌보게 하였다. 이는 윤춘년이 경연관으로서 그 청빈에 감복되어 진강의 기회에 직접 계한 때문이었다."고 하였다.

## 상훈과 추모
- 1788년(정조 12) 모암서원 배향[7]
- 1805년(순조 5) 시호 정혜(貞惠) 내림[8]
- 1888년 (고종 25) 묘비 건립[9]
- 1916년 유허비 건립
- 1941년 생가 청백당 및 제실 중수[10]
- 1941년 유허비 및 하마석 설치[11]
- 1945년 《아곡 실기》 발간[12]
- 1947년 신도비 건립[13]
- 1979년 장성 수산사 배향[14]
- 1984년 전라남도 문화재자료 제105호 지정[15]
- 1985년 《청백리 아곡 박선생 실기》 발간[16]

## 관련 문화재
- 장성 박수량 백비 : 전라남도의 기념물 198호. 그의 청렴을 기리기 위해 장성군 황룡면 금호리 호사(여절)마을 묘소 앞에 세운 호패형 무서백비이다.
- 장성 수산사 : 1833년(순조 33년) 고을 선비들이 돈재 박연생의 절의와 교리 김개의 학덕을 추모하기 위해 황룡면 수산리에 창건하였다. 1868년(고종 5년) 대원군의 서원 철폐령 때 훼철되었으나, 1976년 복설하였다. 1979년 정혜공 박수량ㆍ백우당 박상의ㆍ눌헌 박상지를 추배하고, 1986년 돈암 박자온을 추배하였다.

## 같이 보기
- 장성 박수량 백비
- 김개
- 김세필
- 주세붕
- 수산사[17]